# Саксен-Виттенберг
Герцогство Саксен-Виттенберг (нем. Herzogtum Sachsen-Wittenberg) — имперское княжество в составе Священной римской империи, существовавшее в 1296—1356 годах, а позже ставшее ядром курфюршества Саксонии.

## История
Герцогство образовалось после того, как прежнее герцогство Саксония, управляемое династией Асканиев, было разделено в 1296 году между двумя сыновьями герцога Альбрехта I: старшему, Иоганну, достались владения по нижнему течению Эльбы, получившие название герцогства Саксен-Лауэнбург, а младшему, Альбрехту II — владения по среднему течению Эльбы, получившие название герцогство Саксен-Виттенберг. Столицей герцогства Саксен-Виттенберг стал город Виттенберг. Герцоги Саксен-Лауэнбурга и Саксен-Виттенберга соперничали за право считаться выборщиками императора от имени своего саксонского герцогства.

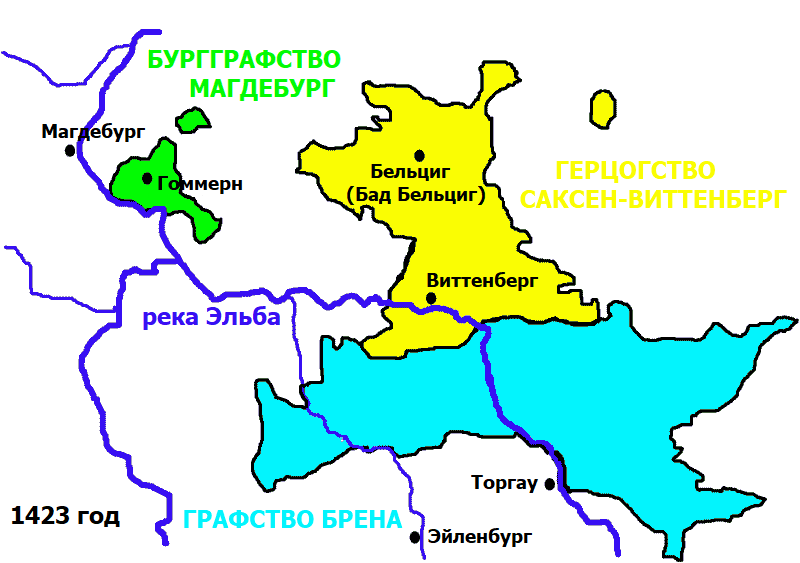
Герцогство Саксен-Виттенберг в 1423 году

В 1290 году к герцогству Саксен-Виттенберг были присоединены бургграфство Магдебург и графство Брена. В 1295 году присоединено графство Гоммерн.
В 1314 году отсутствие письменного закона о выборах императора привело к тому, что было выбрано сразу два императора: 19 сентября представитель Кёльна, пфальцграф, герцог Саксен-Виттенбергский и Генрих Каринтийский (считавшийся королём Богемии) избрали Фридриха Красивого, а на следующий день выборщики от Майнца, Трира, герцог Саксен-Лауэнбургский и Иоганн Люксембургский (также называвший себя королём Богемии) проголосовали за Людвига Баварского.
Чтобы избежать подобных казусов, в 1356 году был опубликован императорский указ, впоследствии известный как «Золотая булла», в котором был строго прописан порядок выборов императора Священной Римской империи и состав выборщиков. Согласно Золотой булле, право выбирать императора получала Виттенбергская ветвь Саксонского дома. С той поры герцогство Саксен-Виттенберг известно как курфюршество Саксония.